# Hulice
Hulice (Duits: Hulitz) is een Tsjechische gemeente in de regio Midden-Bohemen en maakt deel uit van het district Benešov. Het dorp ligt op 14 kilometer afstand van Vlašim en op ongeveer 29 kilometer afstand van de stad Benešov.
Hulice telt 282 inwoners (2024).

## Geografie
Aan de zuidkant van de gemeente ligt een deel van het beschermde natuurgebied Hadce u Želivky.
De gemeente Hulice bestaat uit de volgende plaatsen:
- Hulice;
- Rýzmburk.

## Geschiedenis
De eerste schriftelijke vermelding van Hulice dateert van 1295.
In 1949 werd Hulice ingedeeld bij het district Benešov, in 1960 bij het inmiddels voormalige district Kutná Hora en in 1968 weer bij Benešov.

## Faciliteiten
Er was een school in Hulice, maar die is op een zeker moment gesloten. Het gebouw is thans in gebruik als museum.

## Verkeer en vervoer

### Autowegen
Er lopen regionale wegen naar het dorp. Ook ligt snelweg D1 in de buurt van Hulice.

### Spoorlijnen
Er is geen station in Hulice. De dichtstbijzijnde stations zijn in Zruč nad Sázavou en Trhový Štěpánov, beide op zo'n 6,5 kilometer afstand.

### Buslijnen
De volgende buslijnen halteren in (de buurt van) het dorp:
| Halte           | Lijn(en) | Traject(en)                                        | Vervoerder   |
| --------------- | -------- | -------------------------------------------------- | ------------ |
| Hulice, Hulice  | 795 844  | Vlašim - Zruč nad Sázavou Vlašim - Dolní Kralovice | CŠAD Benešov |
| Hulice, Úpravna | 795      | Vlašim - Zruč nad Sázavou                          | CŠAD Benešov |

### Fietsroutes
Fietsroute 0004 (Vlašim - Trhový Štěpánov - Nesměřice - Zruč nad Sázavou) loopt door het dorp.

## Bezienswaardigheden
- Včelí svět (Bijenwereld), een museum in het voormalige schoolgebouw;
- Vodní dům (Waterhuis), een permanente expositie over de verschillende vormen van water.

## Galerij

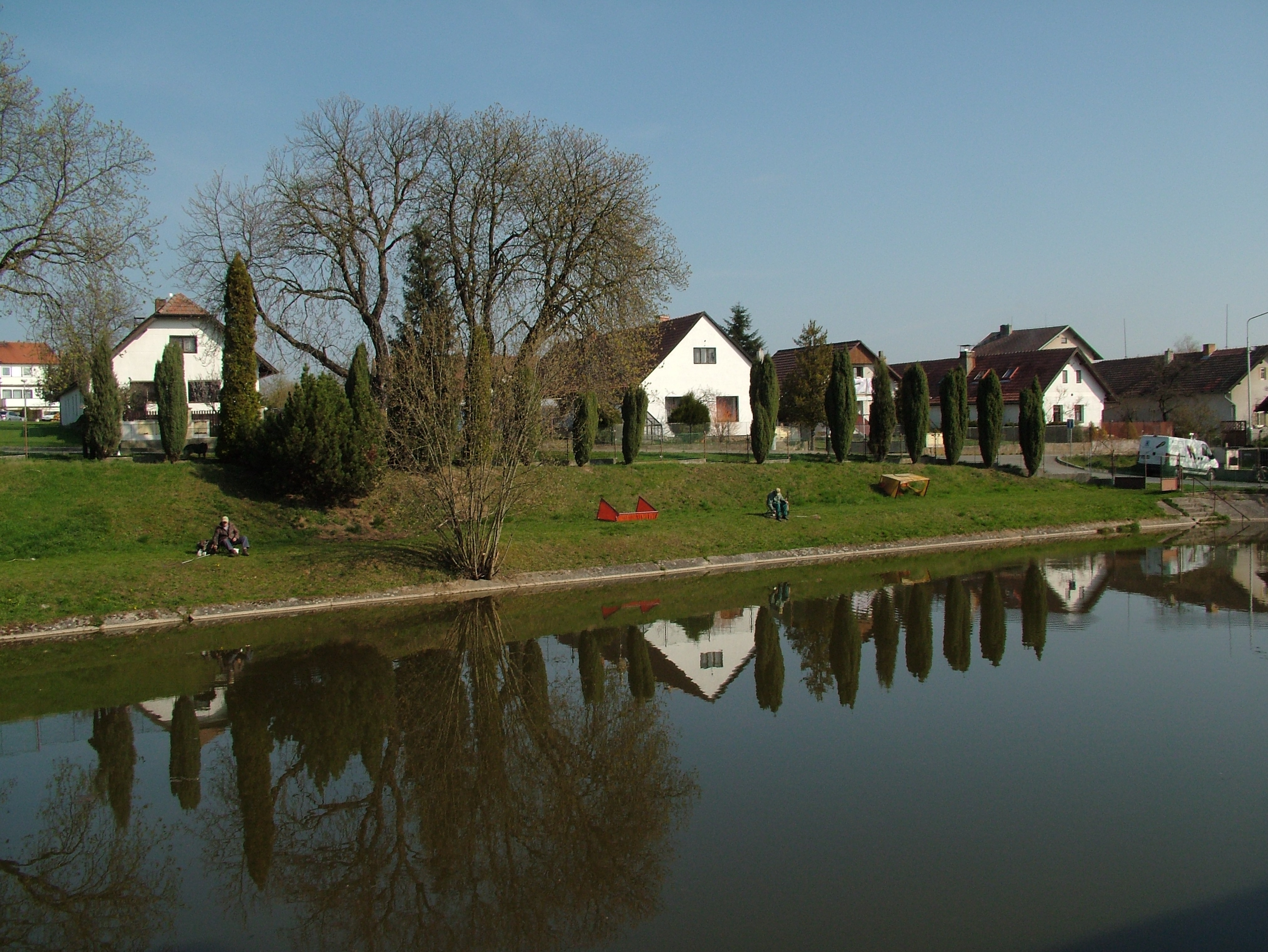
Huizen langs de dorpsvijver (2011)
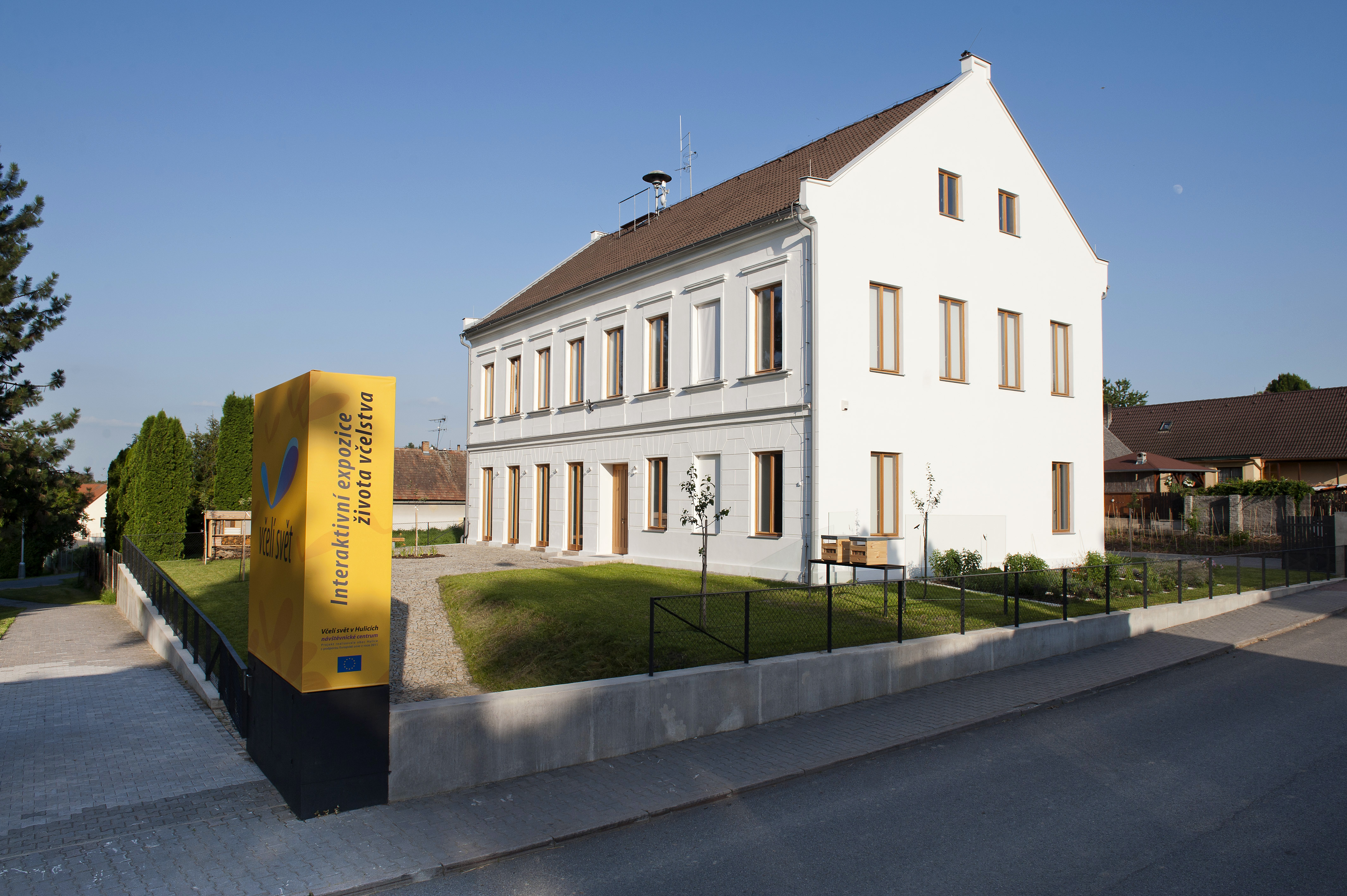
Voormalig schoolgebouw, thans museum (2012)
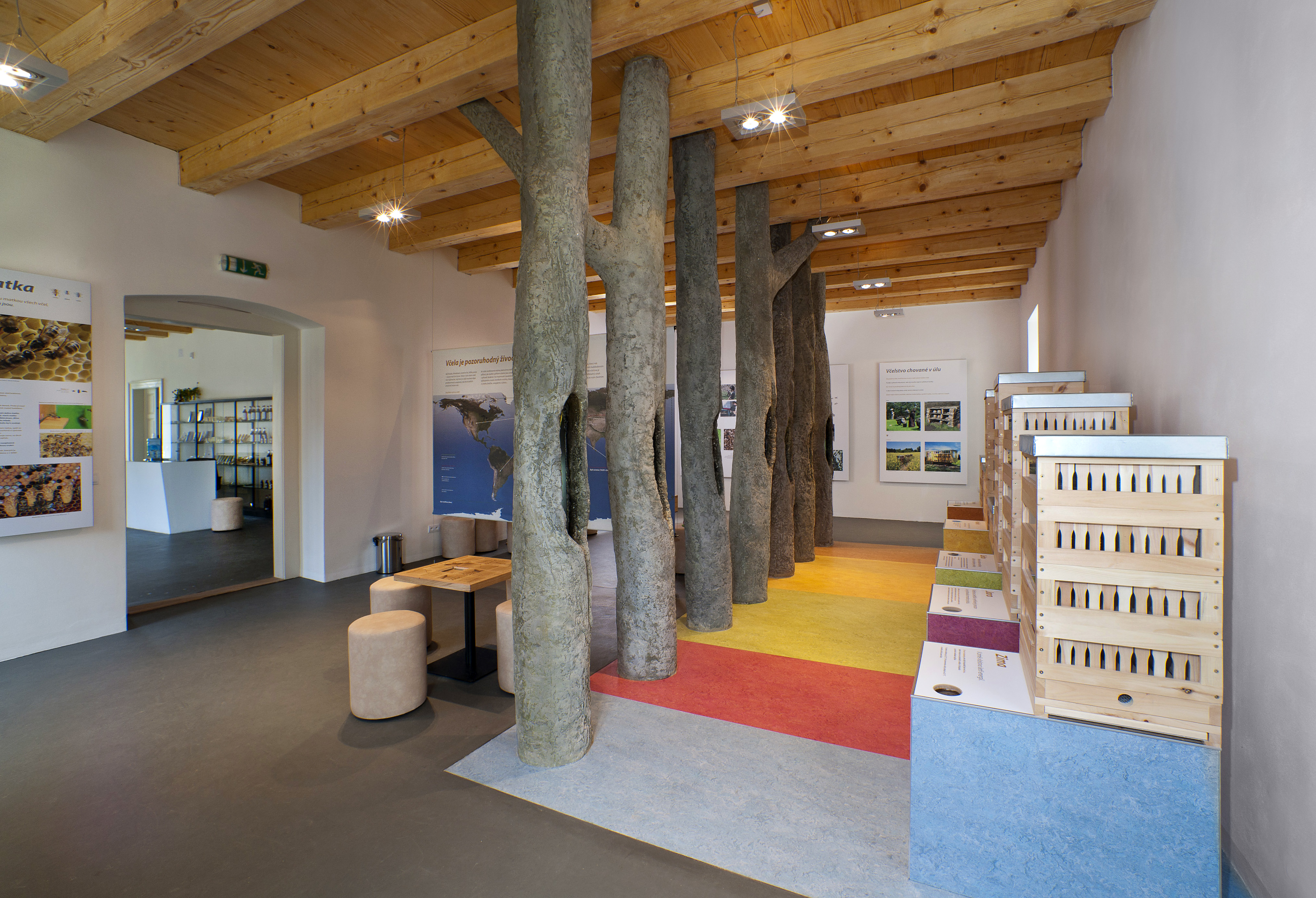
Binnenzijde van museum (2012)
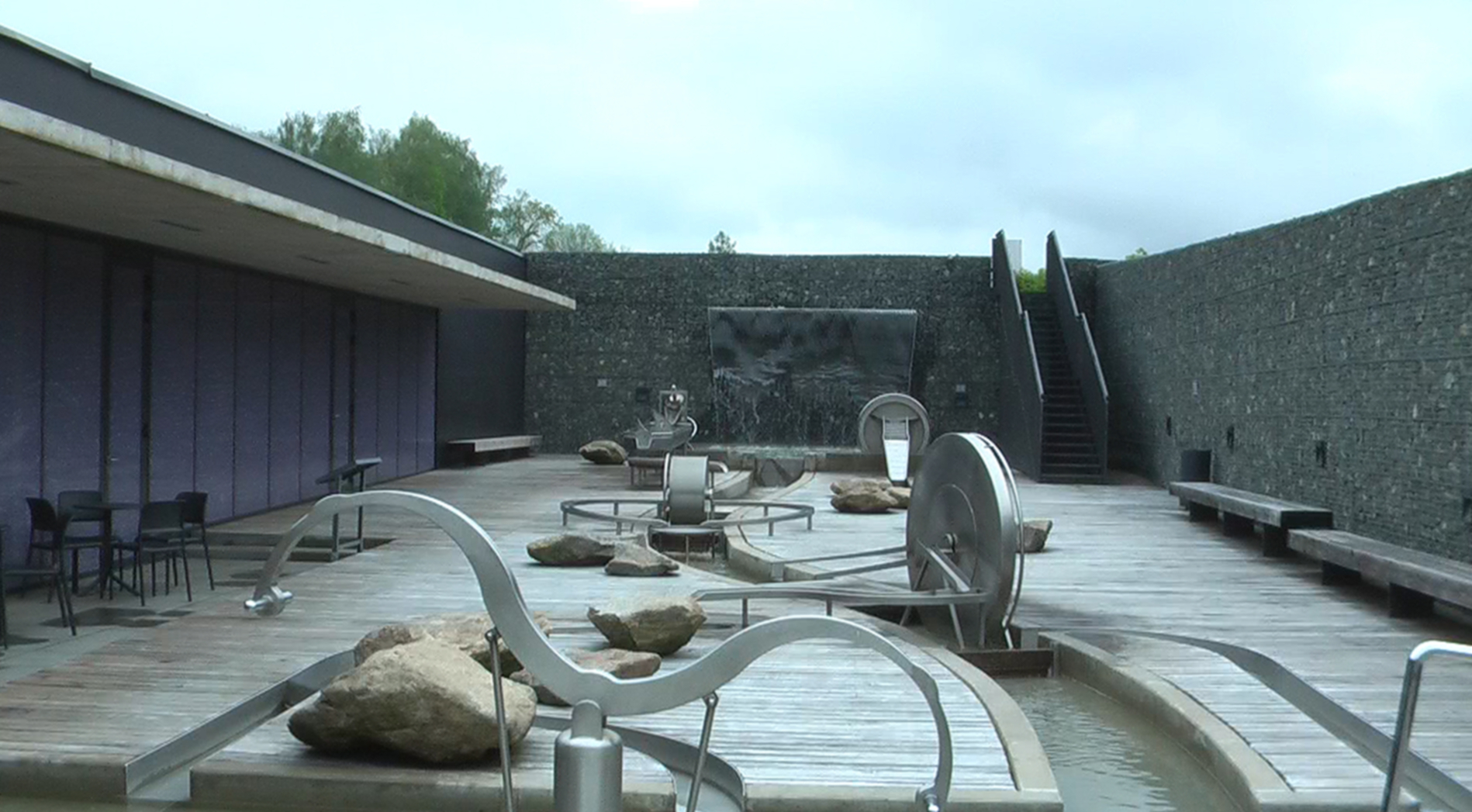
Vodní dům (Waterhuis - 2019)
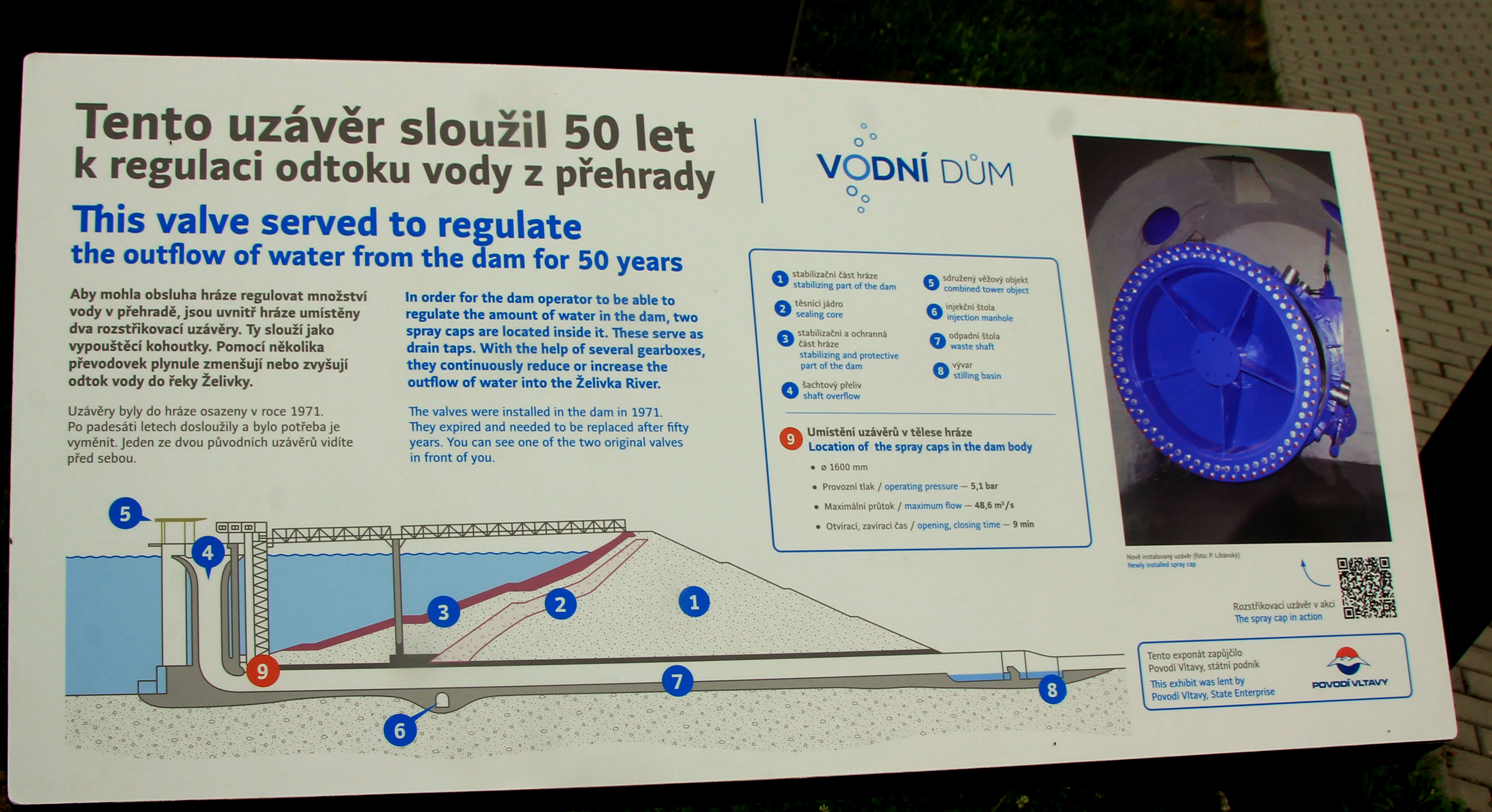
Bord met uitleg in Vodní dům (2019)